# Centrolene notostictum
Espèce
Statut de conservation UICN

 LC  : Préoccupation mineure
Centrolene notostictum est une espèce d'amphibiens de la famille des Centrolenidae.

## Répartition
Cette espèce se rencontre entre 1 661 et 2 440 m d'altitude :
- en Colombie dans les départements de Norte de Santander, de Santander et de Cundinamarca sur le versant Ouest de la cordillère Orientale ;
- au Venezuela dans l'État de Zulia dans la Serranía de Perijá.

## Description
Les mâles mesurent de 19,4 à 22,7 mm et les femelles de 20,8 à 24,9 mm.

## Publication originale
- Ruiz-Carranza & Lynch, 1991 : Ranas Centrolenidae de Colombia II. Nuevas especies de Centrolene  de la Cordillera Oriental y Sierra Nevada de Santa Marta. Lozania, vol. 58, p. 1-26.